# 茨田屯倉
茨田屯倉（まむた の みやけ／まんた の みやけ）とは、河内国に設置された大和朝廷の直轄地（屯倉）。

## 概要

### 設立の過程
『日本書紀』巻第十一、仁徳天皇13年の、
とあるのが初出であり、この屯倉があった場所として、『和名類聚抄』の交野郡（かたのぐん）三宅郷の地（現在の大阪府交野市）が比定されている。
『書紀』巻第十一によると、仁徳天皇11年4月、天皇は群臣に詔して、
と言った。
それから半年後、
という土木工事が完成した。これらの事業により耕地化が進み、2年後には茨田屯倉が設置された。以降も和珥池（わにのいけ）・依網池（よさみいけ）・横野堤（よこののつつみ）など他の多くの土木工事が行われていった。
これらの出来事は、『古事記』下巻に
と簡潔に記されている。『書紀』には、
とも記述されている。
これらは大和政権による河内平野北部の開発の過程を示しており、また新羅からの渡来氏族である秦氏や茨田氏の技術によるものであることが、現在の寝屋川市の「秦町」・「川勝町」・「太秦町」などの地名によっても伝えられている。

### その後の経緯
茨田屯倉は『書紀』巻第十八、宣化天皇の箇所に再度登場する。天皇は筑紫国を要地として、那津(なのつ、博多)に官家を建設するために尾張国・伊勢国・伊賀国など各地の屯倉の穀を運ばせたのだが、
と第一番目にあげられている。
茨田屯倉の灌漑用に、茨田池が作られたことが、のちの『書紀』巻第二十四の皇極天皇2年の記事に現れている。